# علي العزايزة
علي أحمد علي العزايزة (مواليد 13 أبريل 2004) هو لاعب كرة قدم أردني محترف، يلعب في مركز الهجوم لصالح نادي الخالدية في الدوري البحريني الممتاز.

## المسيرة الكروية

### بداية مسيرته المهنية
وُلِد عزايزه في ألمانيا، وبدأ لعب كرة القدم أثناء إقامته هناك في سن مبكرة. وعندما عاد إلى الأردن، انضم سريعًا إلى مراكز الشباب التي أنشأها الأمير علي. ومثًل فئة تحت 14 عاماً في نادي الرمثا، وتدرج في صفوف النادي.

### نادي الرمثا
شارك لأول مرة مع الفريق الأول خلال موسم الدوري الأردني للمحترفين 2021 ضد الفيصلي، وشارك في فوز النادي بالدوري في ذلك الموسم.

### نادي الخالدية
في 16 يناير 2025، وقّع العزايزة مع نادي الخالدية البحريني المشارك في الدوري الممتاز. 

## المسيرة الدولية
يعد العزايزة لاعبًا دوليًا في الأردن، حيث مثل المنتخب الأردني تحت 23 عامًا في كأس آسيا تحت 23 عامًا 2024 التي أقيمت في قطر. 

## الأوسمة
الرمثا
- الدوري الأردني للمحترفين: 2021
- كأس السوبر الأردني: 2022

## روابط خارجية
- علي العزايزة  على سكروي